# Asayama Satoshi
Satoshi Asayama (sinh ngày 25 tháng 4 năm 1983) là một cầu thủ bóng đá người Nhật Bản.

## Sự nghiệp câu lạc bộ
Satoshi Asayama đã từng chơi cho Shimizu S-Pulse.